# UNOVIS

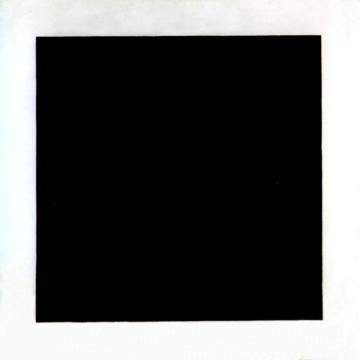
L'emblème d'UNOVIS : le Carré noir sur fond blanc de Malevitch

UNOVIS (parfois MOLPOSNOVIS ou  POSNOVIS) fut un groupement éphémère d'artistes russes ayant eu cependant une forte influence, fondé et dirigé par Kasimir Malevitch au sein de l'École artistique de Vitebsk en 1919.
Initialement formé par des étudiants sous le nom de MOLPOSNOVIS, le groupe s'est constitué pour explorer et développer des nouvelles théories et de nouveaux concepts dans l'Art. Sous la direction de Malevitch, ils se renommèrent UNOVIS, centralisant leur préoccupation sur ses idées suprématistes et produisant de nombreux projets et publications dont l'influence sur l'avant-garde russe et étrangère fut immédiate et largement diffusée. Le groupe s'est dissous en 1922.
Le nom d'UNOVIS est l'acronyme du russe Utverditeli Novogo Iskusstva, soit les Champions du Nouvel Art, alors que POSNOVIS était l'acronyme de Posledovateli Novogo Iskusstva, soit les Suiveurs du Nouvel Art, et MOLPOSNOVIS signifiant Jeunes Suiveurs du Nouvel Art.

## Fondation et croissance

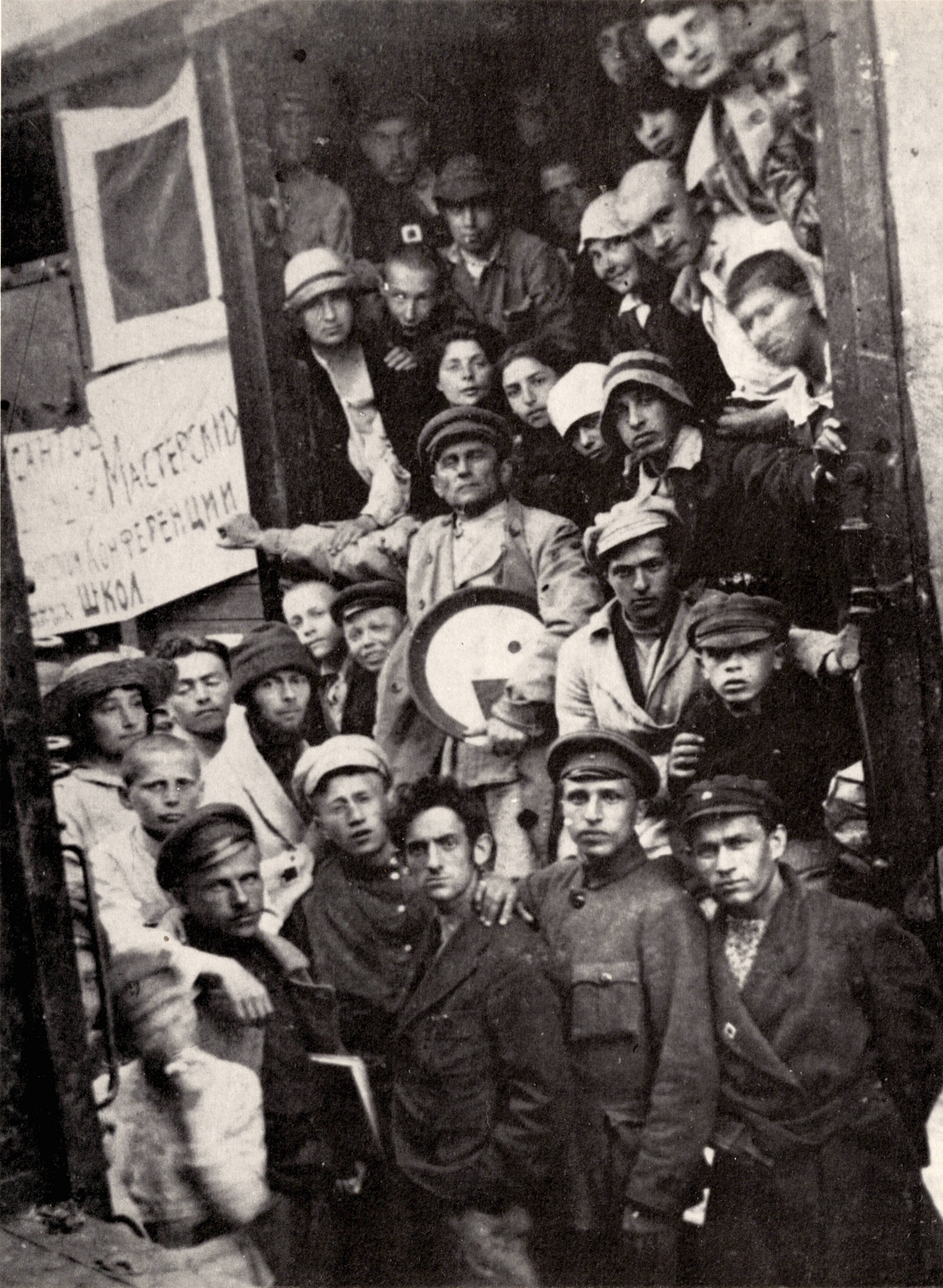
UNOVIS en 1920. Malevitch au centre. Vitebsk.

Au cours de sa courte histoire le groupe subit de nombreux changements. D'abord fondé sous le nom MOLPOSNOVIS, les membres du groupe commencèrent à y inclure quelques professeurs de l'école et a rapidement évolué en POSNOVIS. Le groupe était très actif, travaillant sur de nombreux projets et expérimentations, beaucoup, sinon tous, s'essayant à tous les supports de l'époque. En janvier 1920, Malevitch fut invité par Marc Chagall à enseigner dans l'école et immédiatement désigné par le directeur de l'école de l'époque, Vera Yermolayeva, à prendre la tête d'un atelier. En février de la même année, sous la direction de Malevitch, le groupe travaillait au ballet suprématiste Victoire sur le soleil, chorégraphié par Nina Kogan et le précurseur de l'influent opéra futuriste Alexeï Kroutchenykh. Au gré de la production, POSNOVIS connut d'autres changements et fut renommé UNOVIS le 14 février 1920.

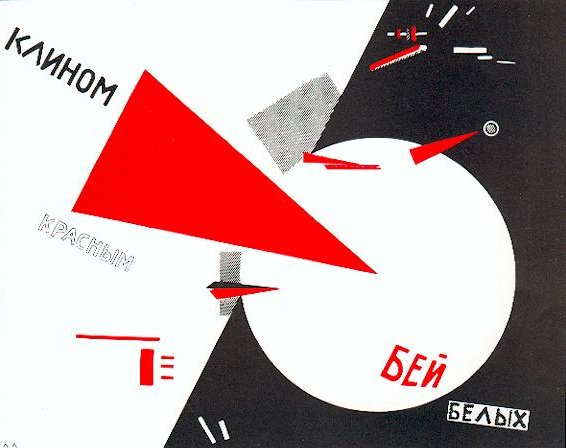
El Lissitzky. Abattez les Blancs avec le coin rouge [du bûcheron]. Lithographie (49x69cm.) pour une affiche. 1919-20

## Expansion et influence
Au début de l'année 1920, Marc Chagall choisit Malevitch pour lui succéder en tant que directeur. Malevitch accepta et réorganisa radicalement non seulement l'UNOVIS mais aussi tout le cursus de l'école. Il transforma l'UNOVIS en une organisation très structurée, formant un conseil de l'UNOVIS. Dans les mains de Malevitch, les théories et le style du groupe évoluèrent rapidement, aidés en cela par ses étudiants et professeurs gagnant en renommée comme El Lissitzky, Nikolaï Souetine, Ilia Tchachnik, Vera Ermolaeva, Anna Kagan et Lev Yudin. Les objectifs du groupe étaient maintenant d'introduire l'esthétique et les idéaux suprématistes dans la société russe tout entière, en collaboration avec le gouvernement soviétique :

« ...organisation du travail de conception pour de nouveaux types de bâtiments et d'équipements utiles, et mise en œuvre ; formulation des tâches de la nouvelle architecture ; élaboration d'une nouvelle ornementation (textiles, imprimés, moulages et autres productions) ; conception de décorations monumentales pour décorer les villes lors des fêtes nationales ; conception des décorations intérieures et extérieures et des peintures pour les logements, et mise en œuvre ; création de meubles et de tout objets d'usage courant ; création d'un type contemporain de livres et toutes autres réalisations concernant le champ de l'imprimerie. »

Embrassant les idéaux communistes le groupe choisit de partager le crédit et la responsabilité de toutes leurs productions. Tous les membres signaient leurs œuvres d'un simple carré noir en hommage à un tableau de Malevitch. Ce carré est devenu de facto le logo de l'UNOVIS et remplacera leur nom ou leurs initiales.
En juin 1920 les ambitions de l'UNOVIS s'accélérèrent, culminant avec l'édition d'une collection de la philosophie et des théories de l'UNOVIS, ainsi que leur participation à la Première Conférence pour toute la Russie des professeurs et des étudiants en art qui eut lieu à Moscou. Les étudiants de l'UNOVIS qui firent le voyage de Vitebsk à Moscou distribuèrent rapidement leurs œuvres, des brochures, des manifestes, des dépliants et des copies du Des nouveaux systèmes dans l'art de Malevitch et des copies de l'Almanach de l'UNOVIS. L'UNOVIS réussit à atteindre la reconnaissance et devint respecté en tant que mouvement établi et influent.

## Dissolution et héritage

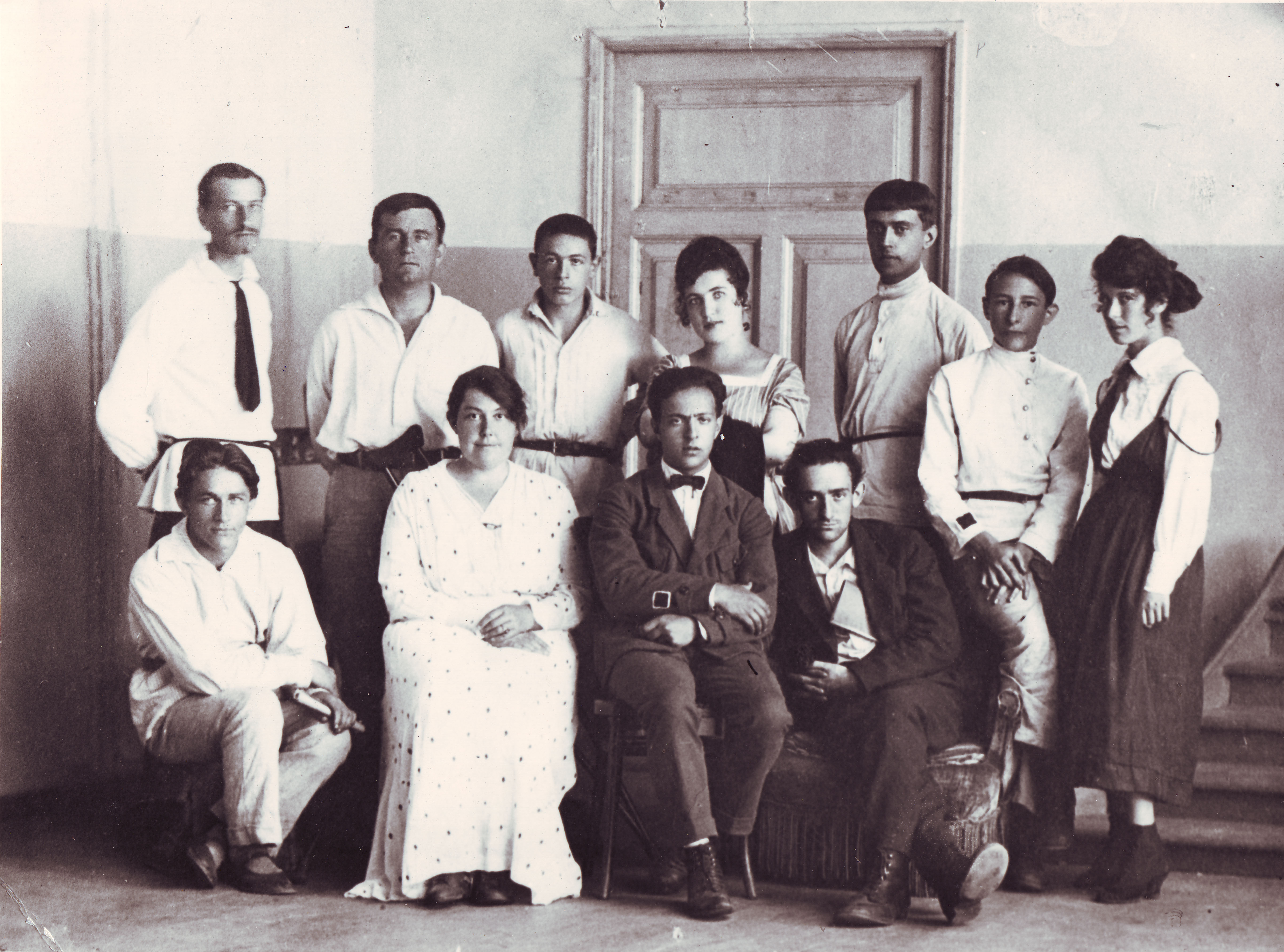
UNOVIS. Juillet 1922, au moment de sa dissolution. Vitebsk. Malevitch est le second en partant de la gauche au second rang.

Bien qu'ils aient eu sur plusieurs générations une grande influence dans le domaine artistique, leur popularité juste après leur conférence fut de courte durée. Dès 1922 le cœur du groupe s'était scindé en deux branches rivales. Malevitch et ses disciples se faisaient le fer de lance des méthodes fonctionnelles et efficaces pour changer la société, tandis que les autres préféraient la voie plus philosophique du Suprématisme, travaillant à pousser plus loin les théories et l'idéologie de cette pensée. Pendant ce temps la plupart des artistes à l'origine associés à l'UNOVIS étaient partis vers d'autres écoles, d'autres villes ou d'autres mouvements. Mais longtemps après la dissolution du groupe on vit encore des publications portant le carré noir, emblème de l'UNOVIS.